# بلوغر
بلوغر (بالإنجليزية: Blogger)‏ هو نظام نشر مدونات إلكترونية، تمتلكه شركة جوجل منذ عام 2003، يستضيف بلوغر المدونات على خوادم موقع بلوغر دوت كوم، وتُعرّف المدونة المستضافة باسم نطاق فرعي من blogspot.com، ويمكن استضافة المدونة على نطاق خاص يشتريه المستخدم من إحدى مواقع تسجيل النطاقات

## تاريخ بلوغر
أُطلق بلوغر لأول مرة في أغسطس عام 1999 بواسطة شركة بايرا لابز (بايرا لابز [الإنجليزية])، ويعد بذلك واحدًا من أوائل نظم نشر المدونات في تاريخ الإنترنت. في فبراير 2003 بيعت شركة بايرا لابز لشركة جوجل تحت شروط غير معلنة، وبشراء بلوغر قامت جوجل بإتاحة مميزات حصرية مدفوعة والتي أعدتها بايرا لابز لتكون مجانية. بعد حوالي عام كان إيفان ويليامز العضو المؤسس لشركة بايرا قد ترك جوجل.
في عام 2004 أصدرت جوجل برنامج Picasa وقامت بإدراجه هو وخاصية مشاركة الصور Hello لموقع بلوغر ليسمح للمستخدمين بإضافة الصور لمحتويات مدوناتهم.
في 9 مايو 2004 طرحت بلوغر تصميم جديد وأضافت بعض الخصائص الجديدة كإمكانية التعديل في القوالب وصفحات أرشيف فردية للموضوعات والتعليقات، وخاصية التدوين بواسطة البريد الإلكتروني.

### التقنية
كانت المدونات القديمة مجرد مكونات محدثة يدويًا لمواقع الويب الشائعة. في عام 1995، تم نشر «يوميات الإنترنت» على Ty، Inc. تم إنتاج موقع الويب وتحديثه يدويًا قبل توفر أي برامج تدوين. تم إنشاء المشاركات لتظهر بترتيب زمني عكسي عن طريق تحديث كود HTML المستند إلى النص يدويًا باستخدام برنامج FTP في الوقت الفعلي عدة مرات في اليوم. بالنسبة للمستخدمين، قدم هذا مظهر يوميات حية تحتوي على إدخالات جديدة متعددة في اليوم. في بداية كل يوم جديد، تم ترميز إدخالات اليوميات الجديدة يدويًا في ملف HTML جديد، وفي بداية كل شهر، تم أرشفة إدخالات اليوميات في مجلدها الخاص الذي يحتوي على صفحة HTML منفصلة لكل يوم من أيام الشهر. ثم تم تحديث القوائم التي تحتوي على روابط لأحدث إدخال لليوميات يدويًا في جميع أنحاء الموقع. هذه الطريقة المستندة إلى النص لتنظيم آلاف الملفات كانت بمثابة نقطة انطلاق لتحديد أنماط التدوين المستقبلية التي تم التقاطها بواسطة برامج التدوين التي تم تطويرها بعد سنوات.
أدى تطور الأدوات الإلكترونية والبرمجية لتسهيل إنتاج وصيانة مقالات الويب المنشورة بترتيب زمني عكسي إلى جعل عملية النشر ممكنة لمجموعة أكبر بكثير وأقل ميلًا تقنيًا. في النهاية، نتج عن ذلك فئة مميزة من النشر عبر الإنترنت لتنتج المدونات التي نعترف بها اليوم. على سبيل المثال، يعد استخدام نوع من البرامج المستندة إلىالمستعرض الآن جانبًا نموذجيًا من «التدوين». يمكن استضافة المدونات بواسطة خدمات استضافة المدونات المخصصة، أو على خدمات استضافة الويب العادية، أو تشغيلها باستخدام برنامج المدونة.

### زيادة الشعبية
بعد بداية بطيئة، سرعان ما اكتسب التدوين شعبية كبيرة. انتشر استخدام المدونة خلال عام 1999 والسنوات التالية، وزاد انتشاره من خلال الوصول شبه المتزامن لأول أدوات المدونة المستضافة:
- أطلق Bruce Ableson مذكرات مفتوحة في أكتوبر 1998، والتي سرعان ما تطورت إلى الآلاف من اليوميات عبر الإنترنت. ابتكر Open Diary تعليق القارئ، ليصبح أول مجتمع مدونة حيث يمكن للقراء إضافة تعليقات إلى إدخالات مدونة الكتاب الآخرين.
- بدأ براد فيتزباتريك LiveJournal في مارس 1999.
- أنشأ Andrew Smales موقع Pitas.com في يوليو 1999 كبديل أسهل للحفاظ على «صفحة إخبارية» على موقع ويب، تليها DiaryLand في سبتمبر 1999، مع التركيز بشكل أكبر على مجتمع اليوميات الشخصية.[2]
- أطلق إيفان ويليامز وميج هوريهان (Pyra Labs) موقع Blogger.com في أغسطس 1999 (تم شراؤه بواسطة Google في فبراير 2003)

## أنواعالمدونات
هناك العديد من أنواع المدونات المختلفة، لا تختلف فقط في نوع المحتوى، ولكن أيضًا في طريقة تسليم المحتوى أو كتابته.

### المدونات الشخصية
المدونة الشخصية عبارة عن يوميات أو تعليق مستمر عبر الإنترنت يكتبه فرد، وليس شركة أو منظمة. في حين أن الغالبية العظمى من المدونات الشخصية تجتذب عددًا قليلاً جدًا من القراء، بخلاف العائلة والأصدقاء المباشرين للمدون، فقد أصبح عددًا من المدونات الشخصية شائعة لدرجة أنها جذبت رعاية إعلانية مربحة. وأصبح عدد من المدونين الشخصيين مشهورين، سواء في المجتمع عبر الإنترنت أو في العالم الحقيقي.

### المدونات التعاونية أو المدونات الجماعية
نوع من مدونة الويب يتم فيه كتابة المشاركات ونشرها بواسطة أكثر من مؤلف واحد. تعتمد غالبية المدونات التعاونية رفيعة المستوى على موضوع موحد واحد، مثل السياسة أو التكنولوجيا أو المناصرة. في السنوات الأخيرة، شهد عالم المدونات ظهور وشعبية متزايدة لمزيد من الجهود التعاونية، والتي غالبًا ما تم إنشاؤها من قبل المدونين الراغبين بالفعل في تجميع الوقت والموارد؛ لتقليل الضغط الناتج عن الحفاظ على موقع ويب مشهور وجذب عدد أكبر من القراء.

### مدونات الشركات والمؤسسات
يمكن أن تكون المدونة خاصة، كما هو الحال في معظم الحالات، أو يمكن أن تكون للأعمال التجارية أو المنظمات غير الهادفة للربح أو الأغراض الحكومية. تُعرف المدونات المستخدمة داخليًا والمتاحة فقط للموظفين عبر شبكة الإنترانت بمدونات الشركة. تستخدم الشركات مدونات الشركات الداخلية لتعزيز التواصل والثقافة ومشاركة الموظفين في الشركة. ويمكن استخدام مدونات الشركات الداخلية لتوصيل الأخبار حول سياسات الشركة أو إجراءاتها، وبناء روح العمل الجماعي للموظفين وتحسين الروح المعنوية. تستخدم الشركات والمؤسسات الأخرى أيضًا مدونات خارجية يمكن الوصول إليها للجمهور لأغراض التسويق أو العلامات التجارية أو العلاقات العامة. لدى بعض المنظمات مدونة كتبها مديروها التنفيذيون؛ من الناحية العملية، يتم كتابة العديد من منشورات المدونات التنفيذية هذه بواسطة كاتب شبح، يقوم بإنشاء منشورات بأسلوب المؤلف المعتمد. تسمى المدونات المماثلة للنوادي والجمعيات بمدونات الأندية أو مدونات المجموعة أو بأسماء مشابهة؛ الاستخدام المعتاد هو إبلاغ الأعضاء والأطراف المهتمة الأخرى بأنشطة النادي والأعضاء.

### إعادة التصميم
كجزء من إعادة تصميم بلوجر في عام 2006، تم ترحيل جميع المدونات المقترنة بحساب غوغل للمستخدم إلى خوادم غوغل. يدعي بلوجر أن الخدمة أصبحت الآن أكثر موثوقية بسبب جودة الخوادم.
جنبا إلى جنب مع الانتقال إلى خوادم غوغل، تم تقديم العديد من الميزات الجديدة، بما في ذلك تنظيم التصنيفات، وواجهة تعديل نماذج السحب والإفلات، وأذونات القراءة (لإنشاء مدونات خاصة)، وخيارات تغذية الويب الجديدة. وعلاوة على ذلك، يتم تحديث المدونات ديناميكيا، بدلا من إعادة كتابة ملفات إتش تي إم إل.
في نسخة من الخدمة تسمى بلوجر إن درافت، يتم اختبار الميزات الجديدة قبل إصدارها إلى جميع المستخدمين. وتناقش الميزات الجديدة في المدونة الرسمية للخدمة. في أيلول (سبتمبر) 2009، قدمت غوغل ميزات جديدة إلى بلوجر كجزء من احتفالها بالذكرى السنوية العاشرة. وشملت الميزات واجهة جديدة لتحرير المشاركات، وتحسين معالجة الصور، تحويل إتش تي إم إل الخام، وتطبيقات أخرى مستندة إلى محرر مستندات غوغل، بما في ذلك:
- إضافة موقع إلى المشاركات عبر تحديد الموقع الجغرافي.
- بعد ختم الوقت في النشر، وليس في خلق الأصلي.
- إتاحة تغيير جحم محرر النصوص عموديا، ويتم حفظ الحجم في إعدادات المستخدم لكل مدونة.
- تعديل الرابط في وضع الإنشاء.
- دعم كامل لمتصفح سفاري 3 على كل من ويندوز وماك أو إس
- السماح بمعاينة تقريبية لشكل المشاركات بعد نشرها
- صورة العنصر النائب للعلامات بحيث تكون التضمينات منقولة في وضع الإنشاء.
- شريط أدوات جديد مع جماليات غوغل وسرعة تحميل أسرع وأزرار «تراجع» و«إعادة». وأضاف أيضا زر التبرير الكامل، زر الإضراب من خلال، ولوحة ألوان موسعة.

في عام 2010، قدمت بلوجر نماذج جديدة وأعادت تصميم موقعها على الويب. وانتقد محرر الوظائف الجديد لأنه أقل موثوقية من سابقتها.
في نيبال، وقع 10 مدونين بارزين على مدونة أخلاقيات المدونين، اقترحها أوجوال أشاريا لأول مرة وتم الانتهاء منها بعد مناقشة بين المدونين، في 27 يوليو 2011.
وفقًا لصحيفة نيويورك تايمز ، استندت O'Reilly وآخرون في قائمتهم الأولية إلى قائمة طورتها شبكة دعم المدونات النسائية BlogHer  ، وبالعمل مع الآخرين، توصلوا إلى قائمة من سبع أفكار مقترحة:
1. تحمل المسؤولية ليس فقط عن كلماتك الخاصة، ولكن عن التعليقات التي تسمح بها على مدونتك.
2. ضع علامة على مستوى التسامح مع التعليقات المسيئة.
3. ضع في اعتبارك استبعاد التعليقات المجهولة المصدر.
4. لا تطعم المتصيدون.
5. اجعل المحادثة في وضع عدم الاتصال، وتحدث مباشرة، أو ابحث عن وسيط يمكنه فعل ذلك.
6. إذا كنت تعرف شخصًا يتصرف بشكل سيئ، فأخبره بذلك.
7. لا تقل أي شيء عبر الإنترنت لا يمكنك قوله شخصيًا.

## حظر بلوغر
تم حظر بلوغر لفترات زمنية مختلفة في البلدان التالية:
- كوبا
- فيجي
- الهند (قام بعض مزودي خدمة الإنترنت في عام 2012 بحظر عنوان IP في القائمة الفيدرالية للمواد المتطرفة في عام 2011)
- إيران
- كازاخستان
- قيرغيزستان
- باكستان
- جمهورية الصين الشعبية
- الاتحاد الروسي (بعض مزودي خدمة الإنترنت في عام 2012 يحظرون عنوان IP في القائمة الفيدرالية للمواد المتطرفة في 2011
- فيتنام
- اليمن

تمت مصادفة حظر نطاقات .blogspot.com بواسطة أنظمة تصفية الإنترنت المستندة إلى الكلمات الرئيسية بسبب المجال الذي يحتوي على السلسلة الفرعية "gspot"؛ ومع ذلك، يمكن التخفيف من ذلك عن طريق استبعاد قسم "blogspot.com" من عنوان URL من تصفية الإنترنت القائمة على الكلمات الرئيسية بينما *. قسم من عنوان URL

## القيود
تفرض بلوغر القيود التالية على تخزين المحتوى والنطاق الترددي لكل حساب مستخدم:
- وصف المدونة - 500 حرف كحد أقصى؛ لغة ترميز النص التشعبي غير مدعومة
- عدد المدونات - 100 مدونة لكل حساب
- عدد التصنيفات - 5000 تصنيف فريد لكل مدونة (زيادة عن 2000 الأصلي)، 20 تصنيفًا فريدًا لكل منشور (بحد أقصى 200 حرف)
- عدد الصور - عادةً، ما يصل إلى 1 غيغابايت من إجمالي مساحة التخزين، تتم مشاركتها مع موقع بيكاسا. إذا قمت بالترقية إلى جوجل+ ، فسيتم تخزين صورك في صور جوجل، حيث لديك 15 غيغابايت من مساحة التخزين المشتركة مع جيميل ودرايف. ومع ذلك، إذا اشترك أحد في حساب جوجل+ ، فلن يتم احتساب الصور الأقل من 16 ميغا بكسل (4920 × 3264) إلى حد التخزين هذا. بالنسبة للمستخدمين الذين لم يشتركوا في + جوجل، لن يتم تضمين 800 × 800 بكسل وما دون الصور في مساحة التخزين هذه.
- عدد المشاركات - لا يوجد حد لعدد المنشورات التي يمكن أن يكتبها المرء في مدونة واحدة. ومع ذلك، يمكن نشر 50 منشورًا فقط يوميًا قبل أن يُطلب من المستخدم المرور بعملية التحقق. [بحاجة لمصدر]
- حجم الصفحات - الصفحات الفردية (الصفحة الرئيسية للمدونة أو صفحات الأرشيف) محددة بـ 1 ميجا بايت
- حجم الصور - إذا تم نشرها عبر بلوجر عبر الهاتف، بحدود 250 كيلوبايت لكل صورة؛ يتم تغيير حجم الصور المنشورة إلى 1600 بكسل.[بحاجة لمصدر]
- عدد الصفحات - لا يوجد حد لعدد الصفحات التي يمكنك الحصول عليها في مدونة واحدة
- أعضاء الفريق (أولئك الذين يمكنهم الكتابة إلى مدونة) - 100 دعوة لكل مدونة
- فافيكون - أي صورة مربعة أقل من 100 كيلوبايت
- تعليق الحساب: إذا كان أحد المواقع ينتهك أي شروط خدمة، فقد يتم تعليقه بواسطة بلوغر دون أي إشعار. قد تؤدي الانتهاكات المتكررة إلى تعليق حساب جوجل.

في 18 فبراير 2010، قدم بلوغر «ترقيم الصفحات تلقائيًا»، والذي حد من عدد المشاركات التي يمكن عرضها على كل صفحة، مما يتسبب غالبًا في أن يكون عدد المشاركات على الصفحة الرئيسية أقل من ذلك الذي حدده المستخدم ويؤدي إلى رد فعل عدائي من بعض المستخدمين. تقتصر المدونات الخاصة على 100 عضو فقط.

## بلوغر بيتا
في 14 أغسطس 2006 أطلقت بلوغر الإصدار الأخير من البرنامج بعنوان Blogger Beta اسم الشفرة انفيدر (Invader) وهنا تم دمج مستخدمي بلوغر بمستخدمي جوجل، يحتوي هذا الإصدار على مميزات فعالة وإمكانيات جديدة تماما كإمكانية تصميم القالب دون الحاجة إلى استخدام لغة HTML أو CSS أو حتى الدراية بأي منهما، كما أنها أتاحت خاصية التصنيف والتي تسمح للمستخدم بكتابة موضوعاته تحت اسم تصنيف معين يختاره هو، هذا بالإضافة إلى مزيد من احترام الخصوصية عن طريق خاصية القراءة بالإذن وبها يستطيع المستخدم أن يحجب مدونته عن الجميع أو يعطي الإذن لبعض المستخدمين فقط ليتصفحوا مدونته.. وغيرها، وفي البداية كان هذا الإصدار متاحا فقط لمن لديهم مدونات أصلا على الإصدار القديم من البرنامج أما الآن فالبرنامج متاح للجميع بدون أي شروط فقط أن يملك المستخدم حسابا على جوجل أو بريد Gmail وهذا أمر في غاية البساطة، لأن جوجل تتيح استعمال حساب واحد لجميع خدماتها ومنها بلوغر بطبيعة الحال.

## بلوغر الثابت
بعد إصدار نسخة بلوغر بيتا تم تحويلها إلى نسخة دائمة، إلا أنه يمكن للمستخدم الاختيار بين استعمال حسابه كحساب قديم على بلوغر أو كحساب جديد، ويتميز الحساب القديم لبلوغر بأنه يعطي إمكانية أكبر للمستخدم لتعديل قوالب مدونته، إلا أن عيبه أنه يتطلب دراية كبيرة بلغة HTML وال CSS بينما بلوغر بيتا لا يستلزم كل هذه المعرفة.

## بلوغر بلغات أخرى
تم إطلاق خدمة بلوغر بعدة لغات أخرى غير الإنجليزية مثل البلغارية والصينية والإسبانية، ومؤخرا تم إطلاق الخدمة باللغة العربية والعبرية.

## الدعم العربي لبلوغر
هناك منتدى المساعدة Blogger الرسمي وهناك أيضًا مواقع لتطوير منصة بلوغر العربية .

## خصائص أخرى
- شريط أدوات جوجل يحتوي على خاصية تسمى ”!BlogThis“ هذه الخاصية تسمح لمستخدمي هذا الشريط ممن يملكون حسابا في موقع بلوغر بأن يضعوا روابط إلكترونية مباشرة في مدوناتهم.
- ”Blogger for Word“ هي إضافة مجانية لبرنامج «مايكروسوفت وورد» تسمح للمستخدمين بحفظ مستند وورد كتابي مباشرة على إحدى المدونات من بلوغر كما يمكنهم تحرير تدويناتهم سواء كان الجهاز متصلا بإنترنت أم لا.
- تدعم بلوغر خدمة جوجل أدسنس كطريقة سهلة لجلب الربح من خلال بدء مدونة من خلال بلوغر.